# Aiolosz thesszáliai király
Aiolosz thesszáliai király (ógörögül: Αἴολος, latinul: Aeolus) görög mitológiai alak, az aiol törzs ősatyja és legendás hőse, Thesszália királya.

## Élete
Aiolosz Hellén és Orszéisz nimfa legidősebb fiaként született; testvérei Xuthosz és Dórosz voltak. Hellén halála után az elsőszülött fiúként Aiolosz követte őt a thesszáliai trónon.
Aiolosz és Kheirón leányának, Theia jósnőnek a kapcsolatából született Melanippé. A leánygyermek Aiolosz udvarában élt, apja átkeresztelte az Arné névre és egy Deszmontész nevű férfit fogadott fel mellé nevelőnek. Melanippé és Poszeidón tengeristen ikergyermekei közül az egyiküket Aiolosznak keresztelték és később a szelek istene lett; míg a másikuk, Boiótosz édesanyjával visszatért a thesszáliai udvarba és megkapta nagyapjától a királyság déli részét.
Aiolosz thesszáliai király feleségül vette Enareté királyleányt, Deimakhosz leányát, akitől számos gyermeke – a legtöbb ókori író szerint hét fiú és öt leány, bár egyes történetek több gyermeket tulajdonítanak nekik – született. Egyes mítoszok szerint négy fiuk volt, akik a négy görög törzset alapították. Fiaik között tartják számon Sziszüphoszt, Athamaszt, Krétheuszt, Deiont, Makareuszt, Magnészt, Periéreszt és Szalmóneuszt. Aiolosz leányának tartják Kaliké eleiai királynét, Peiszidikét, Perimelét és Alküoné trakhiszi királynét.
Halála után a thesszáliai trónt Szalmóneusz fia szerezte meg, noha az jog szerint az elsőszülött Sziszüphoszt illette volna meg.
Több ókori író és mítoszrendszerező a két Aioloszt – a thesszáliai királyt és a szelek istenét – egy személynek tekintette, mások szerint viszont a két alak közt semmilyen kapcsolat nem állt fenn.